# Serica ramosa
Serica ramosa är en skalbaggsart som beskrevs av Ahrens 1999. Serica ramosa ingår i släktet Serica och familjen Melolonthidae. Inga underarter finns listade i Catalogue of Life.